# 9506 Telramund
9506 Telramund eller 5200 T-2 är en asteroid i huvudbältet som upptäcktes den 25 september 1973 av den nederländsk-amerikanske astronomen Tom Gehrels och det nederländska astronomparet Ingrid van Houten-Groeneveld och Cornelis Johannes van Houten vid Palomarobservatoriet. Den är uppkallad efter karaktären Brabantine Count Friedrich von Telramund i operan Lohengrin av Richard Wagner.
Den tillhör och har givit namn åt asteroidgruppen Telramund.